# يوسف وزليخة
يوسف وزليخة هو عنوان أُطلق على العديد من الروايات في العالم الإسلامي عن قصة حب زليخة زوجة بوتيفار للنبي يوسف . يبدو أن قصة يوسف وزليخة المتميزة، والتي تطورت في المقام الأول من الرواية الواردة في سورة 12 من القرآن الكريم، قد تطورت في بلاد فارس حوالي القرن العاشر الميلادي. وبحسب أنييس كفيلي: "في التفسيرات التوراتية والقرآنية لقصة يوسف، تتحمل زوجة بوتيفار كل اللوم على الخطيئة وتختفي بسرعة من السرد". ولكن "في الأدب التركي والفارسي، أصبح يوسف وزليخة، في نهاية المطاف، تزوجا (اتحدا جنسيًّا)، بالتوازي مع اتحادهما الصوفي غير الجسدي؛ وهو تأثر بالتيار الصوفي في هذين الثقافتين".: 384 وقد وُجدت قصة يوسف وزليخة بعد ذلك في العديد من اللغات، مثل العربية والفارسية والبنغالية والتركية والبنجابية والأردية. إن النسخة الأكثر شهرة من هذه القصة هي التي كتبها الجامي (1414-1492) باللغة الفارسية في كتابه هفت أورنك [الإنجليزية] (العروش السبعة).

## الأصول
على الرغم من انتشارها على نطاق واسع في العالم الإسلامي، يبدو أن قصة يوسف وزليخة قد حققت أولًا شكلًا مُستقلًّا مُتطورًا في الأدب الفارسي حوالي القرن العاشر الميلادي: هناك أدلة على وجود قصيدة سردية مفقودة حول هذا الموضوع كتبها أبو المؤيد البلخي في القرن العاشر (وكذلك واحدة لبختياري غير معروف من تاريخ مماثل على ما يبدو). كان المصدر الرئيس هو سورة يوسف في القرآن الكريم (السورة الثانية عشرة)، التي تروي حياة النبي يوسف كاملة، مع إضافة تفسيرات للقرآن وإعادة سرد لحياة يوسف في نوع من السير الذاتية للأنبياء المعروف باسم قصص الأنبياء، إلى جانب الأعمال المسيحية السريانية و(ربما بشكل غير مباشر في الغالب) المدراش العبري؛ فيما يُعرف بالإسرائيليات التي بدأت في الانتشار بعد وفاة النبي محمد.

### اسم زليخة
ولم يرد في القرآن الكريم ولا في الأحاديث أن اسم زوجة العزيز (بوتيفار) هو زليخة. سُميت في القرآن ببساطة "امْرَأَتُ ٱلْعَزِيزِ". اقترح العالم الإسلامي الحافظ بن كثير أن اسمها كانت زليخة. وقد انتشر الاسم من قصيدة "يوسف وزليخة" للشاعر جامي في القرن الخامس عشر ومن مصادر يهودية لاحقة في العصور الوسطى.[بحاجة لمصدر]

### الرواية القرآنية
تدور قصة يوسف وزليخة في سورة يوسف القرآنية. وتلعب القصة دورًا رئيسًا في السورة، وتبدأ بعد أن تُرك يوسف، وهو ابن يعقوب بن إسحاق بن إبراهيم، وبِيع لاحقًا عبدًا لحرس ملكي مصري.
وبعد أن بلغ يوسف سن الرشد، أصبح جميلًا إلى درجة أن زوجة سيده، التي سُميت فيما بعد زليخة في التقاليد الإسلامية، وقعت في حبه. أعمتها رغبتها، فحبسته في غرفة معها وحاولت إغوائه. ومُتذكرًا فضل الله عليه، قاومها يوسف واستدار ليفتح الباب. تحاول زليخة إيقافه وهي منزعجة، وفي هذه العملية، تمزق الجزء الخلفي من قميصه. في هذه اللحظة، يمسك زوج زليخة (رب البيت وسيد يوسف وعزيز مصر) بزليخة ويوسف وهما يتصارعان عند الباب ويطلب منهما تفسيرًا لما يجري. لتفادي اللوم، أخبرت زليخة مباشرةً زوجها أن يوسف حاول إغوائها. فيناقض يوسف هذا ويخبر الرب أن زليخة أرادت إغواءه. لم يكن بوتيفار متأكدًا من هو المذنب، لكن الطفل الصغير وهو من أقرباء زليخة أخبره أن وضع التمزق على قميص يوسف سيخبر الحقيقة حول ما حدث بالفعل. وفقًا للطفل، إذا كان قميص يوسف ممزقًا من الأمام، فلا بد أنه كان متجهًا نحو زليخة، أي أن يوسف يحاول إغواءها. ومن ناحية أخرى، إذا كان قميص يوسف ممزقًا من الخلف، فقد كان يحاول الهروب من زليخة؛ وبالتالي، كانت زليخة مذنبة. وبعد فحص قميص يوسف ورؤية التمزق في ظهره، قرر سيد يوسف أن زوجته هي المذنبة، وطلب منها بغضب أن تطلب المغفرة عن ذنبها.

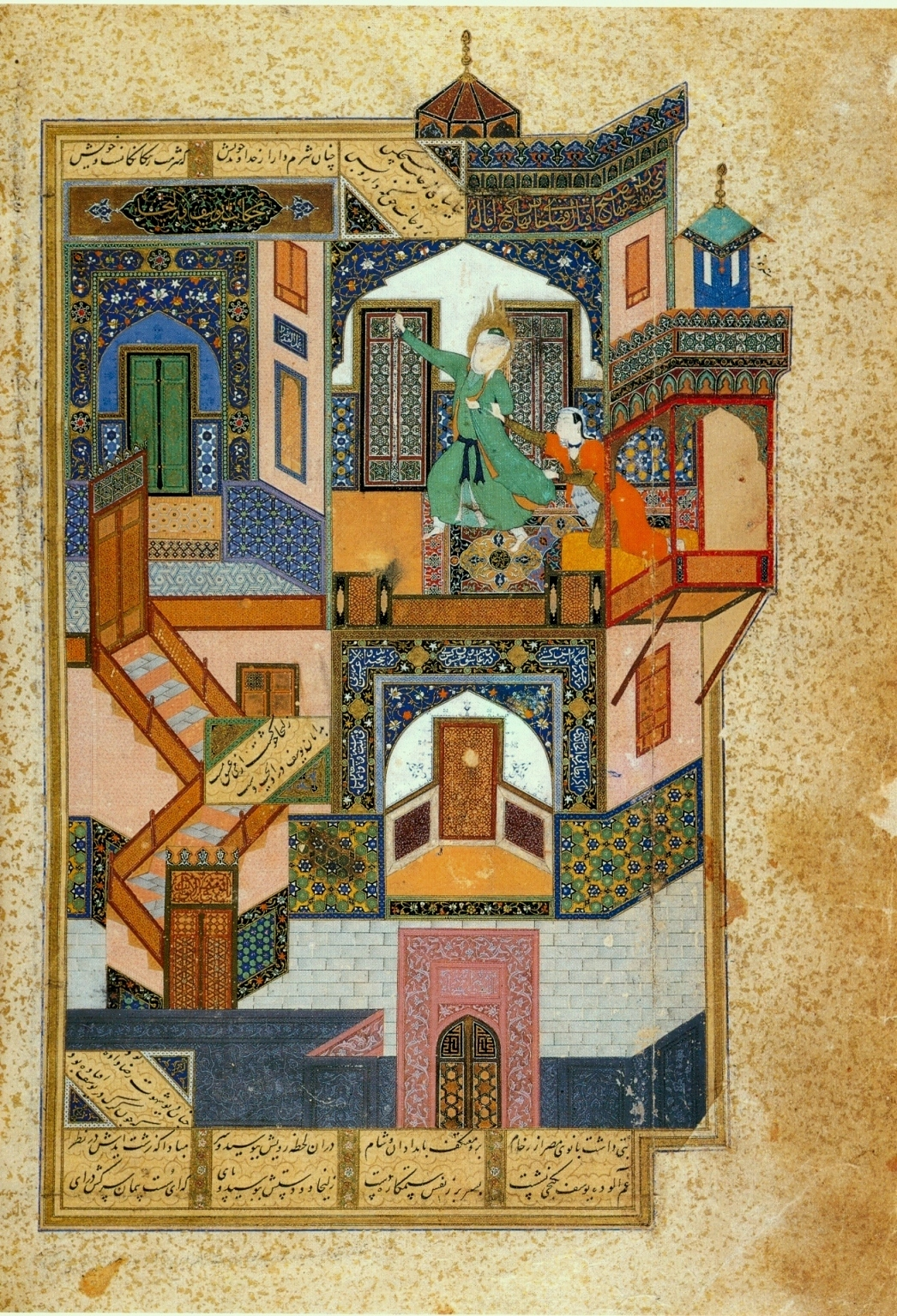
يوسف وزليخة (يوسف تلاحقه زوجة بوتيفار)، منمنمة فارسية بريشة بهزاد، 1488.

لاحقًا، سمعت زليخة مجموعة من النساء يتحدثن عن الحادثة، وينتقدن زليخة لفظيًا على ما فعلته. غضبت زليخة من هذا الأمر، فأعطت كل امرأة سكينًا وفاكهة لتقطيعها بعد أن جمعتهم في مجلس ونادت على يوسف. وعند وصوله وأثناء تقطيع النساء للفاكهة، قامت النساء بتقطيع أنفسهن بسكاكينهن، مندهشات من جماله غير مدركين للألم. زليخة، التي اكتسبت الدعم من إثباتها للنساء أن أي امرأة سوف تقع في حب يوسف، تزعم بفخر أن يوسف يجب أن يقبل إقبالها عليه، وإلا فسوف يُسجن.
انزعج يوسف من ادعاء زليخة، وصلى إلى الله، متوسلًا إليه أن يجعلهم يسجنوه، حيث كان يوسف يفضل الذهاب إلى السجن على أن يعصي الله ويُنفذ أوامر زليخة والنساء الأخريات. وفعلًا يُستجاب دعاء يوسف فيأمر عزيز مصر بوتيفار (كبير وزراء مصر وصاحب السلطة) بسجن يوسف.

### التطور في الأدب العربي
على الرغم من أن أغنيس كفيلي قالت إنه "في الأدب التركي والفارسي (على الرغم من عدم وجود ذلك في القرآن أو الحكايات العربية للأنبياء)، فإن يوسف وزليخة، في نهاية المطاف، أصبحا متزوجين"،: 384 ويُذكر زواجهما في بعض الأدبيات العربية. ومن الأمثلة على ذلك قصة محمد الكسائي التي ربما تعود إلى القرن الحادي عشر الميلادي بعنوان "قصص الأنبياء" : حيث تأتي زليخة إلى يوسف أثناء السبع سنوات العجاف (المجاعة)، وتواجهه فيعيدها يوسف إلى القصر بعد أن أصبح هو عزيز مصر ويتزوجها، ويعيد الله إليها شبابها وجمالها. من المعروف أن زليخة لم تُنجب طفلًا، وهنا تُوجد روايتان، الأولى أن زوجها السابق بوتيفار (والذي تُوفي قبل هذا) لم يكن يُنجب، والثاني أن زليخة بالأصل عذراء لأن زوجها السابق بوتيفار "كان عاجزًا بسبب كبريائه". ثم أنجبت ليوسف ولدين.:179–80ومن الأمثلة الأخرى الرواية العربية التي ربما تعود إلى القرن السابع عشر عن يوسف واغتنمها الفرنسيون لاحقًا من مصر أثناء غزو نابوليان، والتي حررتها فايقة كرواسير تحت عنوان "تاريخ يوسف بعد مخطوطة شرقية".

## في الشعر

### الفارسية

#### الإصدارات المبكرة
أول رواية فارسية باقية عن يوسف وزليخة هي على الأرجح مثنوي من القرن الحادي عشر بعنوان يوسف وزليخة. منذ وقت مبكر من القرن الخامس عشر وحتى القرن العشرين، كان يُعتقد أن هذه الرواية من تأليف الشاعر الشهير الفردوسي، مؤلف الملحمة الفارسية العلمانية الشاهنامه، ولكن يُعتقد الآن أن المؤلف قد لا يكون الفردوسي، وهو غير معروف. هناك نسخ مفقودة لقصة يوسف وزليخة من تأليف أبي المؤيد البلخي وبختياري. من المعروف أن هناك على الأقل نسختين رئيسيتين من كتاب يوسف وزليخة، مع إصدارات مختلفة تصل إلى 6500 سطر وإصدارات طويلة تصل إلى 9000 سطر. وفقًا لـ جيه تي بي بروجين: "تدور القصة حول حياة والد يوسف، النبي يعقوب، وتُروى على غرار الأسطورة النبوية التقليدية [...] ويتم التأكيد على الأهمية الدينية للموضوع، ولكن لا يتم التلميح إلى أي معانٍ صوفية". اعتبارًا من أواخر القرن العشرين، لم تكن القصيدة قد تلقت بعد تحليلًا منهجيًا لتاريخها النصي وطبعة علمية، ولكن كانت هناك طبعتان غير نقديتين وترجمة ألمانية.
في حين لا يبدو أن قصة يوسف زليخة كانت مؤثرةً بشكل خاص على التقاليد الفارسية، إلا أنها كانت مصدرًا رئيسًا لرواية يوسف في كتاب بيريشيت نامه اليهودي الفارسي لشاهين الشيرازي، وهو مثنوي عن سفر التكوين أُلف حوالي عام 1358، وهنا نرى عكس الإسرائيليات، وهو أن التقاليد الإسلامية تدخل في التراث اليهودي.

#### جامي
وفي عام 1483م، كتب الشاعر الشهير جامي تفسيره للقصة النثرية المجازية والنصوص الدينية ليوسف وزليخة. وقد أصبح كتابه مثالًا كلاسيكيًّا والنسخة الأكثر شهرة للتفسير الصوفي للمواد السردية القرآنية. يوضح مثال جامي كيف يأخذ المجتمع الديني قصة من نص مقدس ويستولي عليها في إطار ديني اجتماعي ثقافي يختلف عن النسخة الأصلية. ولذلك فهي تُعرف بأنها تحفة فنية من روائع الشعر الصوفي. بالإضافة إلى توفره في طبعة أكاديمية باللغة الفارسية، فإن العمل تُرجم إلى الألمانية، الفرنسية، الروسية، والإنجليزية.:
يفتتح جامي القصيدة بالصلاة. :13–15في الرواية، يوسف هو شاب وسيم بشكل فريد، جميل للغاية لدرجة أن لديه تأثير على كل من يلتقيه. وبسبب جماله، أصبح ضحية لغيرة إخوته، فيبيعونه على قافلة بعد أن رموه في البئر، وتأخذع القافلة ليُباع في سوق العبيد (النخاسين) في مصر. :36–38يُظهر الجامي أن جشع إخوة يوسف ليس هو الطريقة الصحيحة لعيش حياة صوفية. يُعرض يوسف للبيع ويُذهل الجميع بجماله. ويسبب هذا ضجة في السوق ويبدأ الجمهور بالمزايدة عليه. ترى زليخة، زوجة بوتيفار الغنية والجميلة، يوسف، فتُعجب بجماله، فتُزايد على الجميع في وتشتريه. :46–49
لسنوات، كتمت زليخة رغبتها في يوسف حتى لم تعد قادرة على مقاومتها وحاولت إغوائه. وعندما يكتشف بوتيفار الأمر، يُرسل يوسف إلى السجن، مما يجعل زليخة تعيش في حالة من الذنب الشديد.:49–52وفي أحد الأيام أثناء وجوده في السجن، أثبت يوسف قدرته على تفسير حلم فرعون مصر (والفرعون هو الملك المصري) المٌسماة بأمنحوتب الرابع، ولذلك جعل فرعون يوسف أمينًا لخزانته لإعجابه به؛ ولهزيمة كهنة مصر وآلهتهم آمون الذين حاولوا تسميم والده. :264–69وبفضل هذا تمكن يوسف من مقابلة زليخة. يرى أنها لا تزال تحبه وهي بائسة. يأخذها بين ذراعيه ويدعو الله. إن الصلاة والحب الذي يكنه يوسف وزليخة لبعضهما البعض يجلبان نعمة من الله، الذي يعيد الشباب والجمال إلى زليخة. يتزوج الزوجان ويعيشان بعد ذلك.:92–96
ما يتعلمه الجمهور من هذه القصة هو أن جمال الله يظهر في أشكال عديدة وأن سعي زليخة وراء حب يوسف هو في الواقع حب الله وسعيه إليه. في نسخة الجامي، زليخة هي الشخصية الرئيسة وأكثر أهمية موضوعيًا وسرديًا من يوسف. أما يوسف فهو شخصية ثنائية الأبعاد. وهناك فرق آخر في رواية الجامي وهو أن الغالبية العظمى من القصة ليس من القرآن بصورة مباشرة بل من تفاسير قرآنية ربما. وأخيرًا، يزعم الجامي أن مصدر إلهامه لكتابة هذه النسخة من القصة يأتي من الحب.

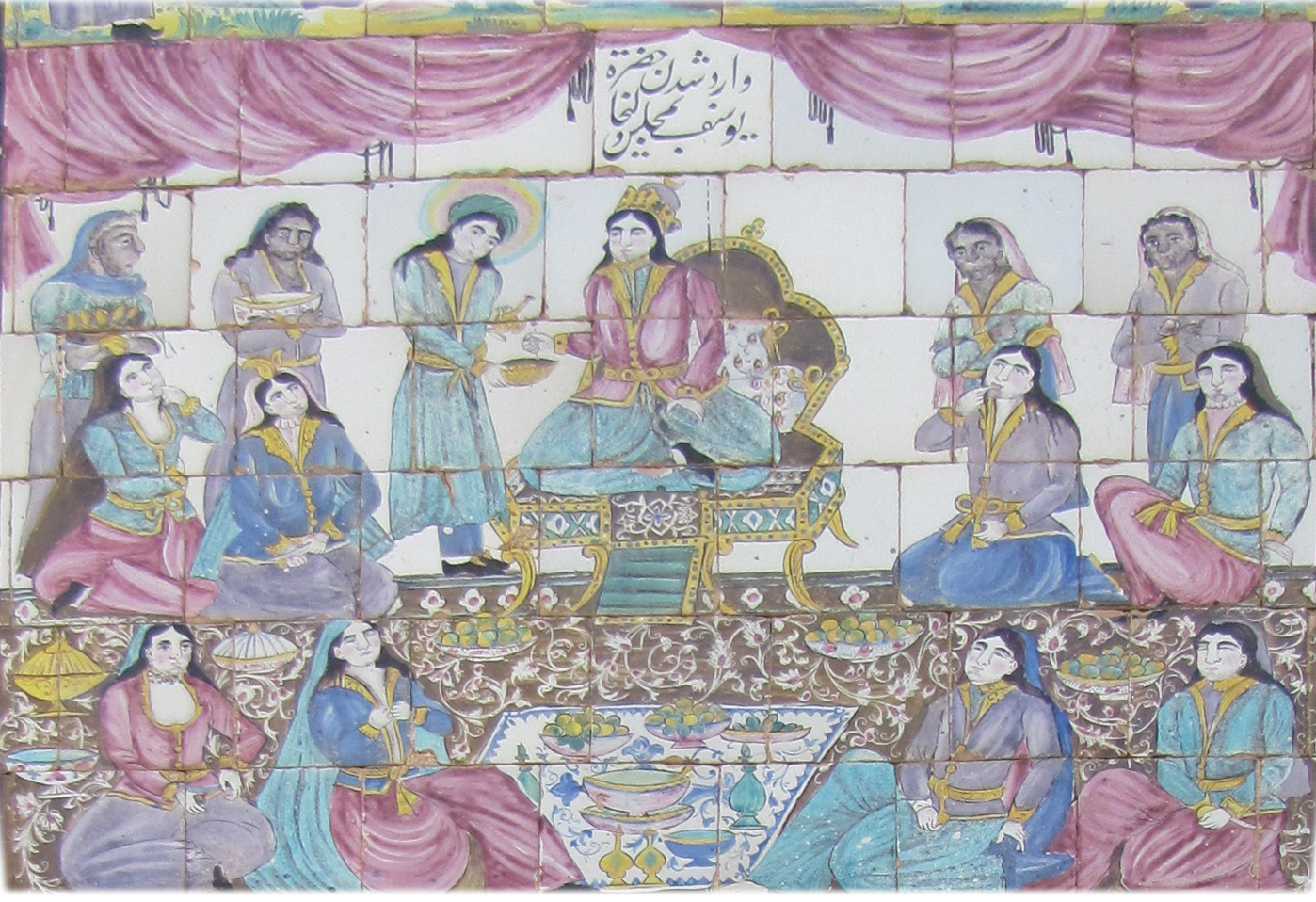
يوسف في حفلة زليخة. الرسم في تكية موفن الملك، كرمنشاه، إيران

### في جنوب آسيا

#### شاه محمد صغير
ومع استمرار انتشار الإسلام، تفاعل المؤلفون في مختلف أنحاء آسيا مع قصة يوسف وزليخة. لقد كان اقتباس جامي للحكاية الشهيرة بمثابة نموذج للعديد من الكتاب. كما نشر المؤلف البنغالي شاه محمد صغير [الإنجليزية] تفسيره الخاص. على الرغم من قلة المعلومات المتوفرة عن حياته والمصادر التي استقى منها، فمن المفترض أنه كتبها بين عامي 1389 و1409. ومن خلال هذا العمل، أرسى سابقة للقصة النثرية في الأدب البنغالي. ومن السمات الفريدة لنسخة صغير هو تغيير الإعداد، حيث تدور أحداث قصيدته في البنغال. وهو مثال رئيس على التوفيق بين المعتقدات، إذ يمزج عناصر من الثقافة الهندوسية مع الحكاية الإسلامية الكلاسيكية، وهو ما يشجع القراء في المقابل على التعايش مع الديانات الأخرى. وهو أيضًا دليل على التأثير الإسلامي في شبه القارة الهندية. تشتهر الرواية بأوصافها التفصيلية لجمال يوسف وزليخة الجسدي، وتبدأ بطفولة البطلين، ثم تتكشف بعد ذلك إلى حكاية مليئة بالعاطفة والسعي. كما أن شخصية يوسف زليخة التي جسدها صغير تظل على اتصال بالقيم الإسلامية الموجودة في القصة الأصلية وتردد الاعتقاد الصوفي بأن الحب على الأرض هو حب الله. على الرغم من أن صغير لم يكن يقصد أن تُقرأ قصيدته على أنها ترجمة للنسخة القرآنية أو مصدرها الفرس قبله، إلا أنه استعار التقاليد اللغوية الفارسية من أجل كتابتها. وبعد تقديم قصيدة صغير، استلهم كتاب بنغاليون آخرون عبر القرون قصائد يوسف وزليخة، وأنشأوا نسخهم الخاصة منها، بما في ذلك عبد الحكيم وشاه غريب الله. استلهم حكيم إلهامه مباشرة من الجامي، بينما اختار غريب الله أن يكتب شيئًا أكثر تفردًا.

#### إصدارات أخرى

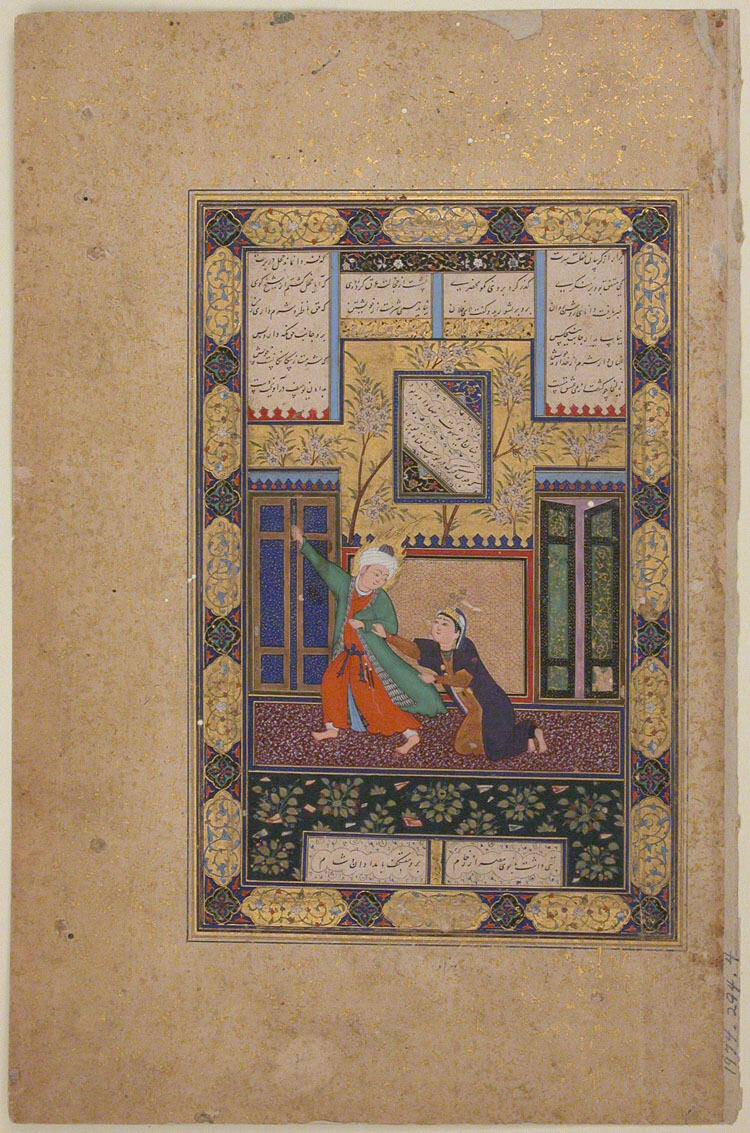
الصحيفة 51ر من بستان السعدي، "يوسف وزليخة"

هناك أيضًا نسخة بنجابية من قصة [الإنجليزية] "يوسف وزليخة" من تأليف حافظ برخوردار، تحتوي على حوالي 1200 زوج من الأبيات المتناغمة. لقد استوحى هو أيضًا كتاباته من الجامي، مع دمج اختياراته الأسلوبية الخاصة. في رواية باركوردار، يجتمع يوسف مع والده يعقوب في النهاية. هذا مثال على قصة مكتوبة، أو أسلوب بنجابي في سرد القصص يركز على التقاليد الشعبية. لم تٌنشر ترجمة باركوردار حتى القرن التاسع عشر، وبحلول ذلك الوقت كانت تعتبر قديمة جدًا بحيث لا يمكن قراءتها بشكل عام. في الواقع، لقد فُقدَت العديد من إصدارات يوسف وزليخة مع مرور الزمن. ومع ذلك، يمكن استخدام شعبية القصة لقياس تأثير الفارسية على جنوب آسيا. وهذا واضح في تفسير المولوي عبد الحكيم لقصة يوسف وزليخة، حيث يحاكي بشكل مباشر الجامي بالإضافة إلى ميزات أخرى من اللغة الفارسية. ومع ذلك، ساهمت هذه القصص في تطوير "القصة" كنوع أدبي.
استنادًا إلى النسخة الفارسية للجامي، كتب منشي منشي صادق علي [الإنجليزية] أيضًا هذه القصة على شكل قصيدة بوثية [الإنجليزية] شعرية بخط سيلهيتي ناجاري [الإنجليزية]، والتي أطلق عليها اسم مهاباتنامه.
ومن بين الكتاب الآخرين الذين أعادوا سرد القصة هو السيد ميران هاشمي (ت. 1108 هـ/1697 م)، الذي وضع القصة في شكل مثنوي باسم يوسف زليخة في عام 1098 هـ/1687 م، ومحمود جامي [الإنجليزية] (ت. 1855) في اللغة الكشميرية.

### باللغات التركية
تعتبر نسخة محمود قرملي [الإنجليزية] من القرن الثالث عشر الميلادي أول عمل أدبي [الإنجليزية] مكتوب باللغة التتارية القرمية؛ وفي الوقت نفسه، يُعتقد أن كتاب كيساي يوسف باللغة التتارية القديمة بقلم قل غالي قد اكتمل في نفس الوقت تقريبًا وظل مؤثرًا للغاية بين التتار المسلمين حتى القرن التاسع عشر.: 382–86 وشهد القرن نفسه تأليف سياد حمزة [الإنجليزية] لمسرحية أخلاقية من 1529 سطرًا بعنوان "قصة يوسف".

تعطي قصص الرابغوزي [الإنجليزية]، وهي مجموعة تركية خوارزمية لقصص الأنبياء اكتملت حوالي عام 1310/1311 م، مكانة بارزة لقصة يوسف وزليخة، مدعيةً أنها أفضل القصص. في ملخص باربرا فليمنج:
يوسف، حالم الأحلام، المُفضل لدى أبيه، ألقاه إخوته في بئر، وأنقذوه وباعوه لصاحب قافلة، وقادوه إلى مصر، ويلتقي ببطلة القصة، زليخة، زوجة عظيم مصر، عزيز مصر [...] المسمى بـ بوتيفار [...]. جمالها لا يقارن بجمال يوسف. إنها تريد أن تزني معه، فيُبرَّأ يوسف ولكنه يذهب إلى السجن حيث يفسر الأحلام. في النهاية، تم مكافأة حب زليخة عندما تم إحضارها أمام يوسف، وهي أرملة عجوز عمياء وفقيرة. فتستعيد شبابها وجمالها وبصرها، ويزوجها جبريل [...] عذراءً. لقد عاشوا معًا لمدة ثمانية عشر عامًا وأنجبوا سبعة أطفال.
في القرن نفسه، قام مصطفى ضرير بتأليف مثنوي مملوكي تركي أناضولي بعنوان يوسف وزليخة، والذي لم يكن قد تم تحريره في وقت الطبعة الثانية من موسوعة الإسلام.

في عام 1492م، أكمل حمد الله حمدي مثنويًا عثمانيًا تركيًا ليوسف وزليخة، يمزج فيه الشعر في وزن الخفيف مع الغزل. كان يعتمد في المقام الأول على النسخة الفارسية للجامي، لكنه ادعى أيضًا أنه استقى من النسخة الفارسية السابقة المنسوبة إلى الفردوسي. وفقا لفليمنج:
مع التركيز على يوسف وإخوته الحسودين، يخصص حمدي مساحة كبيرة لزليخة، ابنة الملك تيموس، التي تزوجت بوتيفار عن طريق الخطأ، بعد أن وقعت في حب يوسف في المنام؛ ومحاولاتها للحصول على رغبتها بالتوسل والمكر، وتصميم يوسف المتعثر تقريبًا، وهروبه، وسجنه؛ ووصف تعيينه عزيزًا على مصر، يليه وفاة زوج زليخة. تتقدم في السن بسبب الحزن وتنحدر إلى الفقر والعمى، لكنها تتوب إلى الله وتجد نعمة في عينيه. تزوج يوسف من زليخة. التي رجع إليها جمالها وبصرها، ولكن حبها انتقل من حب يوسف إلى حب الجمال الإلهي، حتى أنها تفر منه، وهما في حبهما سواء. يجتمع يوسف مع والده وإخوته ويموت. ماتت زليخة على قبرها. 
وقد قام كمال باشازاده (ت. 940 هـ/1536 م) بتأليف نسخ مثنوية أخرى، بلغ طولها 7777 بيتًا شعريًا وطاشليحه يحيى (ت. 990 هـ/1582 م). ومن بين آخر الروايات التركية العظيمة عن يوسف وزليخة كتاب "حديقة السعادة" لفضولي (ت. 1556)، الذي غالبًا ما تكون مخطوطاته مزينة بالرسوم التوضيحية، والذي يصور يوسف وزليخة إلى جانب قصص أخرى عن الأنبياء.

## في الفن
وقد أدى الاعتراف الدولي بقصة يوسف وزليخة إلى ظهور العديد من الترجمات الفنية للقصيدة. وقد أدت فترات طويلة من الفتح والانحلال للإسلام في مختلف أنحاء آسيا وشمال أفريقيا إلى ظهور موجة من التفسيرات الفنية المتنوعة لشخصيتي يوسف وزليخة.

### آسيا الوسطى
في أحد أغنى مراكز التجارة على طول طريق الحرير في بخارى، بأوزبكستان عُثر على مخطوطة بستان السعدي. كانت بُخارى مركزًا تجاريًّا إسلاميًّا ثريًّا، أولًا بطابع فارسي قبل الغزو المغولي، ثم بطابع تركي، وقد ازدهر الفن والثقافة في المدينة. ومن هذا الطفرة الاقتصادية، يصور بستان السعدي الذي أنشأه في عام 1257م العديد من المشاهد المأخوذة من قصائد يوسف وزليخة. في مشهد يتكرر كثيرًا، يغادر يوسف منزل زليخة بعد رفضه لعروضها الرومانسية. لقد أظهر المشهد بصريًا موضوعًا بارزًا من القصيدة حيث نرى إيمان يوسف القوي بالله يتغلب على رغباته الجسدية. وكما هو موضح في العمل الفني، فإن الأبواب المغلقة تنفتح بشكل غير متوقع، مما يوفر ليوسف مسارًا من منزل زليخة. في صناعة هذه القطعة، كانت المواد المستخدمة متوافقة مع الطرق التقليدية المستخدمة في ذلك الوقت وكانت عبارة عن مزيج من الدهانات الزيتية والذهب والألوان المائية.

### بلاد فارس

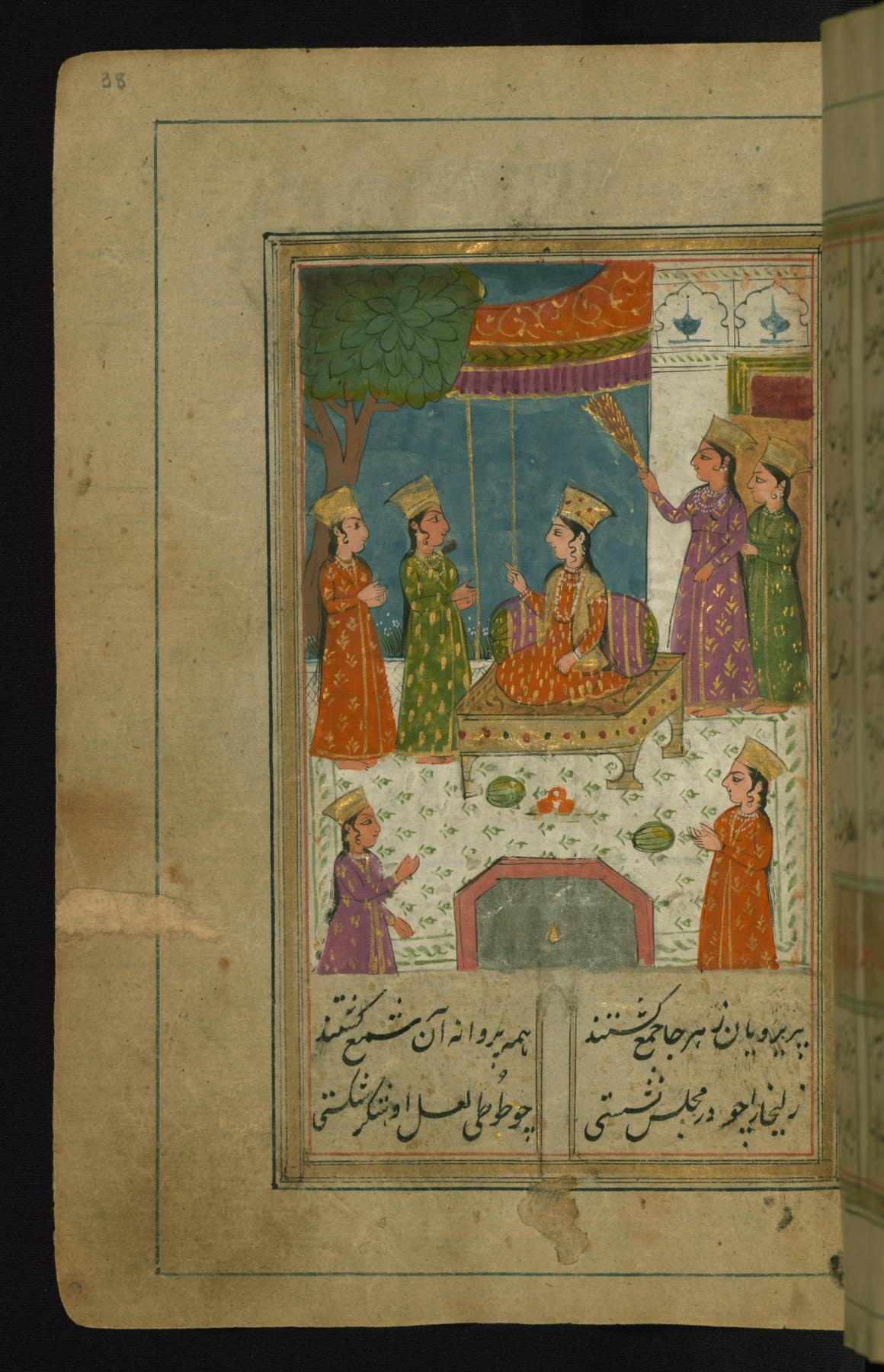
"زليخة في صحبة جواريها" منمنمة بقلم محمد مورك

ومن بلاد فارس نرى ما يعتبره بعض الخبراء المثال الأكثر شهرة لقصيدة الجامي "يوسف وزليخة". قام الفنان كمال الدين بهزاد بتوجيه من السلطان حسين بايقرا من الدولة التيمورية بإنشاء مخطوطة توضح قصة يوسف وزليخة. غالبًا ما يُنسب إلى بهزاد الفضل في تأسيس ذروة فن المنمنمات الإسلامية. كان أسلوبه الفني في مزج الشكل الهندسي التقليدي مع المساحات المفتوحة لخلق رؤية مركزية لشخصياته فكرة جديدة واضحة في العديد من أعماله. كان أحد أبرز أعمال بهزاد هو تفسيره لإغراء يوسف، حيث يتجلى أسلوبه المميز في الرسم. تصور اللوحة حركة ديناميكية، حيث رُسم يوسف وزليخة أثناء الحركة على خلفية مسطحة ممتدة لجذب الانتباه إلى الشخصيات المركزية في اللوحة.

### كشمير
في أحد الأعمال التي تعود أصولها إلى منطقة كشمير في الهند، نرى كيف استمرت قصيدة يوسف وزليخة الشهيرة في الازدهار في الفن في ظل سلطنة مغول الهند الإسلامية. ويمكن العثور على الاهتمام المستمر بتوضيح الحكاية الشهيرة ليوسف وزليخة في مخطوطة لمحمد موراك يعود تاريخها إلى عام 1776. تُقدم المخطوطة أكثر من 30 لوحة منمنمة تُصور مشاهد مختلفة من قصيدة الجامي عن يوسف وزليخة. داخل المخطوطة، يُوضح الأسلوب الفريد للرسم المغولي الذي جمع بين الأسلوب الفني الهندي والفارسي. هناك تركيز أكبر على الواقعية في الرسم المغولي، ويمكن رؤية هذا التركيز في مخطوطة موراك. إن رسم زليخة وخادماتها يمنح المشاهد مجالًا تفصيليًا لخيال المؤلف في الحكاية. يختلف التصميم التاريخي الدقيق للزي والصور الواقعية عن التفسيرات السابقة للقصة التي كانت أكثر خيالية في طبيعتها.

### فهرس
- أبو موسى محمد عارف بالله. تأثير الأدب الفارسي على يوسف زليخة للشاه محمد ساجر و بادمافاتي لعلول . 2014.
- Beutel، David. "Jami's Yusuf and Zulaikha: A Study in the Method of Appropriation of Sacred Text". مؤرشف من الأصل في 2023-10-10. اطلع عليه بتاريخ 2022-11-18.
- كريستوفر شاكل. "بين الكتاب المقدس والرومانسية: قصة يوسف وزليخة باللغة البنجابية". مجلة أبحاث جنوب آسيا، المجلد 15، العدد 2 (1995).
- يوسف وزليخة: قصيدة للجامي ، ترجمة. بقلم رالف تي إتش جريفيث (لندن: تروبنر، 1882) [أعيد طبعه في لندن: روتليدج، 2000]
- تيتلي، نورا م. المنمنمات الفارسية وأثرها على الفن في تركيا والهند . أوستن : مطبعة جامعة تكساس، 1984.
- Roxburgh، David J. (2000). "Kamal al-Din Bihzad and Authorship in Persianate Painting". Muqarnas. ج. 17: 119. DOI:10.2307/1523294.
- ""Yusuf and Zulaikha", Folio 51r from a Bustan of Sa`di". The Metropolitan Museum of Art. 22 مارس 1937. مؤرشف من الأصل في 2025-02-22.
- "Zulaykha in the Company of Her Maids". Online Collection of the Walters Art Museum. 1 أغسطس 2022. مؤرشف من الأصل في 2023-07-14.

## مزيد من المعلومات
- "English translation of Jami's Joseph and Zuleika (edited by Charles Horne, 1917)" (PDF). مؤرشف من الأصل (PDF) في 2023-03-15. (138 KiB)
- Women Writers, Islam, and the Ghost of Zulaikha, by Elif Shafak
- Manuscript text Yusuf und Zalikha  in the collection of Museums für Kunst und Gewerbe Hamburg (MKG 1916.35)
- Jāmī in Regional Contexts: The Reception of ʿAbd al-Raḥmān Jāmī's Works in the Islamicate World, ca. 9th/15th-14th/20th Century Series: Handbook of Oriental Studies. Section 1 The Near and Middle East, Volume: 128 Editors: Thibaut d'Hubert and Alexandre Papas, with five chapters on the Yusuf and Zuleykha story:
- Foundational Maḥabbat-nāmas: Jāmī's Yūsuf u Zulaykhā in Bengal (ca. 16th–19th AD) By: Thibaut d’Hubert Pages: 649–691
- Love's New Pavilions: Śāhā Mohāmmad Chagīr's Retelling of Yūsuf va Zulaykhā in Early Modern Bengal By: Ayesha A. Irani Pages: 692–751
- Śrīvara's Kathākautuka: Cosmology, Translation, and the Life of a Text in Sultanate Kashmir By: Luther Obrock Pages: 752–776
- A Bounty of Gems: Yūsuf u Zulaykhā in Pashto By: C. Ryan Perkins Pages: 777–797
- Sweetening the Heavy Georgian Tongue Jāmī in the Georgian-Persianate World By: Rebecca Ruth Gould Pages: 798–828